# Gunillaea
Gunillaea es un género de plantas fanerógamas perteneciente a la familia Campanulaceae. Contiene dos especies. Es originario de Tanzania a Namibia y en Madagascar.

## Taxonomía
El género fue descrito por Mats Thulin y publicado en Botaniska Notiser 127: 166. 1974. La especie tipo es: Gunillaea emirnensis (A.DC.) Thulin

## Especies aceptadas
A continuación se brinda un listado de las especies del género Gunillaea aceptadas hasta octubre de 2013, ordenadas alfabéticamente. Para cada una se indica el nombre binomial seguido del autor, abreviado según las convenciones y usos.
- Gunillaea emirnensis (A.DC.) Thulin
- Gunillaea rhodesica (Adamson) Thulin